# UWA世界ジュニアヘビー級王座
UWA世界ジュニアヘビー級王座は、UWAが管理、認定していた王座。

## 歴史
1982年、LLIが創設。
1997年、LLIが解散。
LLIが解散後もタイトルマッチが行われていた。
2001年2月24日、IWA世界ジュニアヘビー級王者のスペル・クレイジーがUWA世界ジュニアヘビー級王座を獲得してジュニア二冠王者になった。以降は2つの王座の防衛戦が同時に行われている。
2002年2月26日、ジュニア二冠王者のロボがIWA世界ジュニアヘビー級王座を管理、認定しているIWAから勧告を受けてUWA世界ジュニアヘビー級王座は空位となって事実上封印状態となる。
2013年4月4日、サンクチュアリ新木場1stRING大会で第29代王座決定戦が行われて勝利した長瀬館長が第29代王者になった。
2014年1月31日、王者の長瀬が防衛期間内に防衛戦が行えないことから返上して管理団体が天龍プロジェクトに移った。
2015年11月15日、天龍プロジェクトが活動終了。
天龍プロジェクトが活動終了後もタイトルマッチは行われていた。
2016年5月、管理団体がプロレスリングFREEDOMSに移った。
2023年1月、管理団体がファイト・オブ・ザ・リングに移った。

## 歴代王者
| 歴代   | 選手                         | 戴冠回数 | 獲得日付       | 獲得場所 （対戦相手・その他）                               |
| ------ | ---------------------------- | -------- | -------------- | ----------------------------------------------------------- |
| 初代   | エル・ソリタリオ             | 1        | 1982年         | メキシコ 不明                                               |
| 第2代  | エンリケ・ベラ               | 1        | 1983年         | メキシコ                                                    |
| 第3代  | ザ・キラー                   | 1        | 1988年8月14日  | メキシコ                                                    |
| 第4代  | エンリケ・ベラ               | 2        | 1988年9月14日  | メキシコシティ                                              |
| 第5代  | ザ・キラー                   | 2        | 1989年7月23日  | メキシコシティ                                              |
| 第6代  | アストロ・デ・オロ           | 1        | 1990年2月25日  | グアテマラ                                                  |
| 第7代  | ドクトル・ワグナー・ジュニア | 1        | 1990年5月20日  | グアテマラ                                                  |
| 第8代  | アストロ・デ・オロ           | 2        | 1990年7月15日  | メキシコシティ                                              |
| 第9代  | ドクトル・ワグナー・ジュニア | 2        | 1990年7月22日  | メヒコ州ナウカルパン                                        |
| 第10代 | エンリケ・ベラ               | 3        | 1991年2月25日  | プエブラ州プエブラ                                          |
| 第11代 | ザ・キラー                   | 3        | 1992年2月9日   | メヒコ州ナウカルパン                                        |
| 第12代 | ビジャノ3号                  | 1        | 1992年6月21日  | メヒコ州ナウカルパン                                        |
| 第13代 | シュー・エル・ゲレロ         | 1        | 1992年8月7日   | メヒコ州ネサワルコヨトル                                    |
| 第14代 | ネグロ・ゲレーロ             | 1        | 1993年12月27日 | プエブラ州プエブラ 1995年1月剥奪                            |
| 第15代 | ミステル・ジャック           | 1        | 1995年6月30日  | メヒコ州ネサワルコヨトル 不明                               |
| 第16代 | アエロ・フラッシュ           | 1        | 1996年10月     | メキシコ 返上                                               |
| 第17代 | ブルー・デーモン・ジュニア   | 1        | 1998年         | パナマ ブラック・デーモン                                   |
| 第18代 | パブロ・マルケス             | 1        | 不明           | 不明                                                        |
| 第19代 | エル・アレブリヘ（初代）     | 1        | 1999年11月     | 不明                                                        |
| 第20代 | パブロ・マルケス             | 2        | 2001年2月10日  | 不明                                                        |
| 第21代 | スペル・クレイジー           | 1        | 2001年2月24日  | プエルトリコ・バヤモン 2001年12月8日返上                    |
| 第22代 | ロボ                         | 1        | 2001年4月21日  | プエルトリコ・カロリーナ 不明                               |
| 第23代 | スペル・クレイジー           | 2        | 2002年6月23日  | プエルトリコ・バヤモン                                      |
| 第24代 | クラッシュ・ホリー           | 1        | 2001年7月27日  | プエルトリコ・バヤモン                                      |
| 第25代 | スペル・クレイジー           | 3        | 2001年7月28日  | プエルトリコ・カロリーナ                                    |
| 第26代 | ロボ                         | 2        | 2001年12月8日  | プエルトリコ・オロコビス                                    |
| 第27代 | 藤田ミノル                   | 1        | 2002年1月6日   | プエルトリコ・バヤモン                                      |
| 第28代 | ロボ                         | 3        | 2002年2月2日   | プエルトリコ・バヤモン 2002年2月26日封印                    |
| 第29代 | 長瀬館長                     | 1        | 2013年4月4日   | 新木場1stRING ブラック・タイガー（5代目） 2014年1月30日返上 |
| 第30代 | 拳剛                         | 1        | 2014年3月4日   | 新木場1stRING ドラゴンJOKER 2015年7月27日返上               |
| 第31代 | 那須晃太郎                   | 1        | 2015年9月2日   | 後楽園ホール ドラゴンJOKER 2016年4月返上                    |
| 第32代 | ジ・ウィンガー               | 1        | 2016年5月11日  | 新木場1stRING 加藤茂郎                                      |
| 第33代 | GENTARO                      | 1        | 2016年8月11日  | 新木場1stRING                                               |
| 第34代 | ミエド･エクストレモ          | 1        | 2016年11月17日 | 後楽園ホール                                                |
| 第35代 | GENTARO                      | 2        | 2016年12月7日  | 新木場1stRING                                               |
| 第36代 | 進祐哉                       | 1        | 2017年5月2日   | 後楽園ホール                                                |
| 第37代 | "brother"YASSHI              | 1        | 2018年5月2日   | 後楽園ホール                                                |
| 第38代 | 進祐哉                       | 2        | 2018年9月17日  | 後楽園ホール                                                |
| 第39代 | 新井健一郎                   | 1        | 2019年1月3日   | 新木場1stRING                                               |
| 第40代 | 進祐哉                       | 3        | 2019年10月1日  | 後楽園ホール                                                |
| 第41代 | 神威                         | 1        | 2020年8月31日  | 後楽園ホール                                                |
| 第42代 | バラモン・ケイ               | 1        | 2021年3月23日  | 後楽園ホール                                                |
| 第43代 | 神威                         | 2        | 2021年4月4日   | アクティブ・スクウェア・大東                                |
| 第44代 | 高岩竜一                     | 1        | 2021年5月5日   | ラジアントホール                                            |
| 第45代 | 拳剛                         | 2        | 2022年5月3日   | 横浜武道館 2022年7月2日返上                                 |
| 第46代 | 大和ヒロシ                   | 1        | 2023年1月22日  | BASEMENT MONSTAR ザ・ウルフ（2代目）                        |
| 第47代 | ザ・ウルフ（2代目）          | 1        | 2024年4月14日  | 杉並区勤労福祉会館                                          |